# Бабинський цукровий завод (Вінницька область)
Бабинський цукровий завод — підприємство харчової промисловості в селі Бабин Вінницького району Вінницької області України.

## Історія
Цукровий завод у селі Бабин Липовецького повіту Київської губернії Російської імперії був побудований в 1862 році.
Сировиною для виробництва цукру були цукрові буряки. Станом на початок 1880 року, виробнича потужність підприємства становила 116 000 пуд цукру в рік.
У 1917—1920 роках село опинилося в зоні бойових дій і влада тут кілька разів змінювалася. Підприємство постраждало, але вже 1920 року почалося його відновлення і надалі воно відновило роботу. У результаті індустріалізації 1930-х років завод отримав нове обладнання.
У ході Німецько-радянської війни в 1941—1944 роках місто було окуповано німецько-румунськими військами. У період окупації, з жовтня 1942 до березня 1944 року на цукровому заводі діяла радянська підпільна група, якою керував Ф. Сущинський.
Відповідно до четвертого п'ятирічного плану відновлення та розвитку народного господарства СРСР завод був відновлений і відновив роботу, пізніше він був реконструйований.
Після проголошення незалежності України завод перейшов у відання Державного комітету харчової промисловості України. У липні 1995 року Кабінет міністрів України ухвалив рішення про приватизацію заводу.
Надалі, державне підприємство було перетворено на відкрите акціонерне товариство.
3 червня 1999 року Кабінет міністрів України передав завод до управління облдержадміністрації Вінницької області.
У травні 2003 року господарський суд Вінницької області порушив справу про банкрутство Бабинського цукрового заводу та підприємство припинило виробничу діяльність.